# Le Boulay (Jersey)
Pour les articles homonymes, voir Boulay et Bouley.
Le Boulay (en jersiais: Bouôlé; en anglais: Bouley) est un village de la Vingtaine du Rondin dans la paroisse de La Trinité, Jersey.
Il est réputé pour son fameux chien noir qui hanterait ses rues : le Tchian d'Bouôlé (le chien du Boulay), un chien fantôme dont l’apparence annonce les tempêtes. Cette histoire est censée avoir été encouragée par les contrebandiers qui voulaient décourager les déplacements nocturnes de la part de personnes pouvant être témoins des activités de contrebande dans le port du Boulay.
Le Boulay reste une référence dans le paysage folklorique britannique, J. K. Rowling s'inspirera de son chien fantôme dans Harry Potter et le Prisonnier d'Azkaban.